# Willem Ripperda

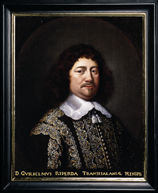
Willem Ripperda tot Boxbergen en Hengelo

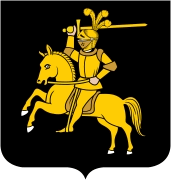
Stamwapen Ripperda

Willem baron Ripperda (1600 – Hengelo, 1669), heer van Hengelo, Boekelo, Boxbergen, Rijsenburg en Solmsburg, was een Overijsselse edelman en diplomaat.
Willem, zoon van Unico baron Ripperda, heer van Boxbergen, Boekelo en Hengelo en freule Anna van Doetinchem tot Rande, was een telg uit het oudadellijke geslacht Ripperda. Hij was gedurende korte tijd officier maar volgde uiteindelijk een diplomatieke loopbaan. Hij was afgevaardigde van de ridderschap van Overijssel bij de Staten Generaal te Den Haag. Later werd hij de opvolger van Zweder van Haersolte en nam als gevolmachtigd ambassadeur deel aan de vredesonderhandelingen te Münster en Osnabrück (1644-1648) die leidden tot de Vrede van Münster. Op het schilderij van Gerard ter Borch II van de vredesondertekening is Ripperda een van de afgebeelde onderhandelaars.
Ripperda huwde op 21 maart 1627 te Den Haag met freule Aleid van den Boekhorst tot Wimmenum. Zij is een afstammelinge van onder andere de graven van Egmond, Holland en Nassau-Dillenburg. Het echtpaar krijgt drie dochters en twee of drie zoons, tussen 1633 en 1642.

## Het geslacht Ripperda
Willem is telg uit een eeuwenoud adellijk geslacht, oorspronkelijk uit Oost-Friesland. Al vroeg in de elfde eeuw wordt een Frerik Ripperda genoemd. Hij is rijk, vroom en kerkenbouwer. In de veertiende eeuw komt de naam (en de varianten Ripertha en Ryperta) voor in verschillende akten rondom rechtspraak. De Ripperda's waren zogenoemde `redgers', een soort richters in de Groninger Ommelanden. Zij oordeelden over zijl- en dijkrechten, jacht- en visrechten. Ze waren van oudsher hoofdelingen te Farmsum en Wedde (Noord- en Oost-Groningen). Dat wil zeggen dat ze (ooit) door het volk waren aangewezen om als leider van de `stam'en/of het dorp op te treden. Dit betrof vaak rijke landeigenaren, die een stenen huis bewoonden, een borg. Later ontstond hieruit de overerfbare adelstand. De stamvader, Unico Ripperda, wordt zo'n hoofdeling genoemd. In 1422 verkreeg de familie de proosdij in Farmsum van de bisschop van Münster. Daarmee hadden ze het recht om in de twaalf bijbehorende dorpen de pastoor te benoemen. Vanaf de veertiende en vijftiende eeuw duiken de Ripperda's op als internationale gezanten. Zo bepleit een andere Unico (kleinzoon van de stamvader), in Keulen bij keizer Frederik III van het Heilige Roomse Rijk, tezamen met andere Groningse edellieden het behoud van oude rechten en vrijheden. Hij verkrijgt hierbij voor eeuwig de titel rijksbaron plus het tol- en muntrecht.

## Willem's voorouders
Door huwelijken en overerving breidt de familie langzamerhand haar bezittingen en titels uit. Verwantschappen strekken zich uit tot alle Noord- en West-Europese koningshuizen. En er splitsen zich verschillende takken af. De tak van Willem komt uiteindelijk in Overijssel terecht: Willem's overgrootvader, wederom Unico, krijgt in 1537 het leengoed Boxbergen nabij Deventer in bezit. Daarmee is hij de eerste Ripperda in de Ridderschap van Overijssel. Hij wordt door keizer Karel V benoemd tot landdrost van Salland. Deze Unico trouwt met Judith van Twickelo - waarmee de Twentse tak voor het eerst wordt genoemd. Unico is heimelijk Lutheraan en heeft als motto: `Op de ene dag een os verteren, op de andere dag een ei'. Hij krijgt een zoon, Herman, die als negende kind wordt geboren in Borculo. Deze Herman - opa van Willem - is een kleurrijk figuur. Zo vocht hij in het leger van Filips II van Spanje tegen de Nederlandse opstandelingen - en werd daardoor prompt onterfd.

## Leven en werk van Willem
Willem werd rond 1600 geboren, vermoedelijk in Hengelo, waar zijn vader meestentijds woonde. Hij stapt al vroeg in vader's voetsporen, door niet alleen een bastaardzoon te verwekken, maar ook officier te worden in het Staatse leger. Hij neemt de leiding van een compagnie over van zijn vader, die in 1621 moet terugtreden wegens zijn gezondheid. Na diens dood in 1625 blijft hij wonen op Huis Hengelo.